# Quillan Roberts
Quillan Roberts (Brampton, 13 september 1994) is een Jamaicaans-Canadees voetballer die als doelman speelt. In 2015 debuteerde hij in het Canadees voetbalelftal.

## Interlandcarrière

### Canada –17
Roberts maakte deel uit van de Canadese selectie op het wereldkampioenschap voetbal onder 17 in 2011. Hij begon het toernooi als tweede doelman, maar speelde vanwege een blessure van Maxime Crépeau de tweede groepswedstrijd tegen Engeland. In deze wedstrijd, die in 2–2 eindigde, schreef hij geschiedenis door in de 87ste minuut vanaf de eigen speelhelft te scoren. Hij was hiermee de eerste doelman die in een eindronde van een FIFA-toernooi een doelpunt maakte.

### Canada
Op 30 maart 2015 maakte Roberts zijn debuut in het Canadees voetbalelftal. In de vriendschappelijke wedstrijd tegen Puerto Rico mocht hij zes minuten voor tijd invallen voor Milan Borjan. Bondscoach Benito Floro nam Roberts in juni 2015 op in de selectie voor de CONCACAF Gold Cup 2015, gehouden in de Verenigde Staten en Canada.
| Interlands van Quillan Roberts voor Canada | Interlands van Quillan Roberts voor Canada | Interlands van Quillan Roberts voor Canada | Interlands van Quillan Roberts voor Canada | Interlands van Quillan Roberts voor Canada | Interlands van Quillan Roberts voor Canada |
| №                                          | Datum                                      | Wedstrijd                                  | Uitslag                                    | Competitie                                 | Goals                                      |
| Als speler bij Toronto FC                  | Als speler bij Toronto FC                  | Als speler bij Toronto FC                  | Als speler bij Toronto FC                  | Als speler bij Toronto FC                  | Als speler bij Toronto FC                  |
| ------------------------------------------ | ------------------------------------------ | ------------------------------------------ | ------------------------------------------ | ------------------------------------------ | ------------------------------------------ |
| 1                                          | 30 maart 2015                              | Puerto Rico – Canada                       | 0 – 3                                      | Vriendschappelijk                          | 0                                          |

Bijgewerkt op 7 juli 2015.